# 라그나르 넉시
라그나르 넉시(Ragnar Nurkse)는 현재의 에스토니아(출생 당시는 제정 러시아)에서 태어나 주로 영국과 미국에서 활동한 경제학자이다.
1907년 10월 5일, 제정 러시아 치하의 에스토니아 라플라에서 태어났다. 에스토니아어로 읽은 이름은 라그나르 누르크세이다.
1926년, 탈린의 가톨릭 고등학교 졸업한 후 법대에 진학했지만 1928년 에딘버러 대학교에 입학하면서 경제학으로 전공을 바꾸었다. 1932년 대학을 졸업 후 카네기 장학금을 받고 빈 대학교에 진학, 박사를 취득했다. 1934년부터 국제연맹의 경제·회계 연구부서에서 일했으며, 1945년 미국의 컬럼비아 대학교의 교수로 임용되어, 프린스턴 대학교 강사직 등을 거쳐 1949년 컬럼비아 대학의 정교수가 되었다.
이후 미국에서 주로 활동하였으며, 1958년 프린스턴 대학으로 자리를 옮기려 하였으나, 1959년 5월 6일 스위스 제네바에서 만 51세의 나이로 갑자기 사망하였다.